# Маккенродт
Маккенродт (нім. Mackenrodt) — громада в Німеччині, розташована в землі Рейнланд-Пфальц. Входить до складу району Біркенфельд. Складова частина об'єднання громад Геррштайн.
Площа — 4,90 км2. Населення становить 367 ос. (станом на 31 грудня 2020).